# InkML
InkML（Ink Markup Language、墨水標記語言）是用于表达数字墨水数据的可扩展标记语言的数据格式，这类数据的输入是通过作为多通路系统组成部分的电子笔或输入笔。